# Миронова, Дагмара Сергеевна
Дагма́ра Серге́евна Миро́нова (3 октября 1941, Владивосток — 24 апреля 2024, Барнаул) — советский и российский политический деятель. Народный депутат СССР, активист Алтайского краевого отделения КПРФ.

## Биография

### Детство
Родилась 3 октября 1941 года в городе Владивостоке. Отец — офицер-пограничник, мать рабочая пекарни.
В 1948 году семья переехала в Уфу, где Дагмара пошла в первый класс. В 1951 году, после смерти отца, семья переехала в село Поломошное Новичихинского района Алтайского края.

### Работа на ХБК
После 8 класса, Дагмара уехала в Барнаул, где 27 октября 1957 года устроилась работать в ткацкий цех на Барнаульский хлопчатобумажный комбинат. В должности ткача, на одном предприятии, она проработала 36 лет.
После окончания производственного обучения, была поставлена мастером цеха на отстающий участок, личным примером помогла работникам участка победить в социалистическом соревновании. В 1993 году была уволена с ХБК в связи с сокращением штатов.

### Деятельность в Барнаульском горсовете
В тридцатилетнем возрасте Миронова Д. С. первый раз избрана депутатом Барнаульского городского Совета депутатов трудящихся, выполняла депутатские полномочия шесть созывов. Работала в составе медицинской комиссии горсовета.
С 1985 года — секретарь Краевого Совета профсоюзов на общественных началах.

### Народный депутат СССР
В 1988 году на пленуме ВЦСПС избрана в состав Народных депутатов СССР. На I Съезде народных депутатов СССР избрана в состав депутатов Верховного Совета СССР 12 созыва.
Член Комитета Верховного Совета СССР по охране здоровья народа.
Умерла 24 апреля 2024 года в возрасте 82 лет.

## Политические взгляды
Член КПСС с 1975 года. Была одним из инициаторов восстановления Барнаульской городской и Алтайской краевой организаций КПРФ.
В 1995 году — кандидат в депутаты Госдумы от Алтайского края.
Неоднократно избиралась в состав краевых и городских руководящих органов КПРФ, а также Всероссийского Женского Союза. Была секретарем Барнаульского городского комитета КПРФ.

## Семья
Дочь, сын, 2 внука, 4 правнука.

## Государственные награды
Кавалер Ордена Ленина, Трудового Красного Знамени, «Знак почёта», — награды получила за высокие достижения в труде.
Коммунист Дагмара Миронова (недоступная ссылка) — статья в газете «Голос Труда», № 42, 20 октября 2011 г.